# 平腹韌皮夢鮟鱇
平腹韌皮夢鮟鱇，為輻鰭魚綱鮟鱇目棘茄魚亞目夢角鮟鱇科的其中一種。分布於菲律賓及Magellan海底山脈，屬深海魚類，棲息深度549-1342公尺，體長可達15.6公分，生活習性不明，不具任何經濟價值。